# Lewis Burton
Lewis Steven E. Burton (Londres, 23 de març de 1992) és un model britànic i extennista professional.
Lewis Steven E. Burton va néixer a la zona de Bexley de Londres el 23 de març de 1992.
Burton va començar a jugar a tennis als set anys. Va assolir un rànquing de 172 (individual i dobles combinats) al circuit Juniors al juliol del 2010. Juntament amb George Morgan, va arribar a la final de dobles joves a Wimbledon el 2010. Tanmateix, van perdre 6-7 4-6 davant el combinat britànic de Liam Broady i Tom Farquharson. L'any següent, Morgan va guanyar el títol de dobles joves amb Mate Pavić, quan Burton ja no podia competir. El 2012, Burton i Morgan, que ja eren massa grans per al torneig de joves, van rebre l'oportunitat de classificar-se com a dobles masculins a Wimbledon.
Burton va començar una nova relació amb la presentadora de televisió Caroline Flack a l'agost de 2019. El 12 de desembre de 2019, la policia va ser enviada al pis de Flack a Londres després que presumptament va agredir Burton en colpejar-lo al cap amb un llum. Burton va trucar a la policia des del pis de Flack, i presumptament "demanava ajuda" per part de l'operadora i va assegurar que "va intentar matar-me, tio". L'advocat de Flack va insistir durant el judici que no consideraven víctima a Burton, sinó testimoni. Flack va morir per suïcidi al seu pis el 15 de febrer de 2020.